# Kanonierki typu Friponne
Kanonierki typu Friponne – typ francuskich okrętów klasyfikowanych jako kanonierki przeciwpodwodne lub awiza z okresu obu wojen światowych. W latach 1915–1918 w stoczniach Arsenal de Lorient w Lorient i Arsenal de Brest w Breście zbudowano osiem okrętów tego typu. Jednostki weszły w skład Marine nationale w latach 1917–1918 i wzięły udział w I wojnie światowej. W styczniu 1920 roku cztery okręty zostały zakupione przez Rumunię i weszły w skład Forțele Navale Române. 
Spośród jednostek pozostałych we Francji dwie skreślono z listy floty w dwudziestoleciu międzywojennym, a dwie przetrwały II wojnę światową. Z wyjątkiem zatopionej w 1941 roku kanonierki „Locotenent Lepri Remus”, rumuńskie okręty zostały w 1944 roku zdobyte przez żołnierzy radzieckich i następnie wcielone do służby w Marynarce Wojennej ZSRR. Dwa z nich („Locotenent-Comandor Stihi Eugen” i „Sublocotenent Ghiculescu”), zwrócone Rumunii w październiku 1945 roku, służyły w charakterze jednostek pomocniczych aż do 2002 roku.

## Projekt i budowa
Awiza typu Friponne zostały zamówione na podstawie wojennego programu rozbudowy floty francuskiej z 1916 roku. Okręty były w zasadzie identyczne z awizami typu Ardent, różniąc się głównie rodzajem siłowni – silnikami Diesla w miejsce napędu parowego, dzięki czemu znacznie wzrósł zasięg pływania. Początkowo planowano budowę 13 jednostek, jednak ukończono jedynie osiem. Klasyfikowane były początkowo jako kanonierki do zwalczania okrętów podwodnych (fr. Canonnières contre sous-marins), ostatecznie awiza 2. klasy .
Spośród ośmiu okrętów typu Friponne trzy zbudowane zostały w stoczni Arsenal de Lorient, a pięć w stoczni Arsenal de Brest. Stępki jednostek położono w latach 1915-1916, zostały zwodowane w latach 1916–1917, a do służby w Marine nationale przyjęto je w latach 1917–1918 .
| Okręt          | Stocznia | Początek budowy | Wodowanie       | Wejście do służby | Uwagi                                        |
| -------------- | -------- | --------------- | --------------- | ----------------- | -------------------------------------------- |
| „Bouffonne”    | Lorient  | 1915            | 1916            | 1917              |                                              |
| „Chiffonne”    | Lorient  | 1916            | 1917            | 1918              | → Rumunia: „Locotenent Lepri Remus”          |
| „Diligente”    | Brest    | 1915            | 1916            | 1918              |                                              |
| „Engageante”   | Brest    | 1916            | 17 grudnia 1916 | 1918              |                                              |
| „Impatiente”   | Brest    | 1916            | 1916            | 1917              | → Rumunia: „Căpitan Dumitrescu C.”           |
| „Friponne”     | Lorient  | 1916            | 1916            | 1917              | → Rumunia: „Locotenent-Comandor Stihi Eugen” |
| „Mignonne”     | Brest    | 1916            | 1917            | 1918              | → Rumunia: „Sublocotenent Ghiculescu”        |
| „Surveillante” | Brest    | 1915            | 1917            | 1917              |                                              |

## Dane taktyczno-techniczne
Okręty były kanonierkami przeznaczonymi do zwalczania okrętów podwodnych. Miały kadłub gładkopokładowy ze smukłym kliprowym dziobem, z wyjątkiem „Diligente”, która miała prostą dziobnicę. Długość całkowita kadłuba wynosiła według ogółu źródeł dotyczących jednostek francuskich 66,4 metra, aczkolwiek publikacje dotyczące jednostek rumuńskich podają z nieznanych przyczyn długość mniejszą o ok. 6 m. Szerokość wynosiła 7 metrów, a zanurzenie 2,8 metra . Wyporność normalna wynosiła 315 ton, standardowa 375 ton, a pełna 443 tony . Okręty napędzane były przez dwa silniki wysokoprężne Sulzer o łącznej mocy 900 KM, poruszające dwoma śrubami (większość jednostek nie posiadała komina, z wyjątkiem „Chiffonne”, „Engageante” i „Mignonne”). Maksymalna prędkość okrętów wynosiła 14,5 węzła . Okręty zabierały 30 ton paliwa, co pozwalało osiągnąć zasięg wynoszący 3000 Mm przy prędkości 10 węzłów (lub 1600 Mm przy 15 węzłach).
Uzbrojenie kanonierek składało się z dwóch pojedynczych dział kalibru 100 mm M1897 L/40 i dwóch zrzutni bomb głębinowych .
Załoga okrętu liczyła 50–54 oficerów, podoficerów i marynarzy.

## Służba

### Marine nationale
Spośród ośmiu kanonierek sześć służyło na Morzu Śródziemnym, a dwie na Atlantyku. 15 maja 1917 roku „Surveillante” zatopił omyłkowo taranując włoski torpedowiec „Scorpione”. Wszystkie okręty przetrwały wojnę. 9 stycznia 1920 roku cztery okręty zostały zakupione przez Rumunię („Friponne”, „Impatiente”, „Chiffonne” i „Mignonne”) . W 1925 roku zakończył służbę we flocie francuskiej „Bouffonne”. Pozostałe trzy: „Surveillante”, „Diligente” i „Engageante” zostały w tym okresie przystosowane do roli trałowców. W 1938 roku wycofany został „Surveillante”. 3 lipca 1940 roku w Portsmouth „Diligente” został opanowany przez Brytyjczyków . Okręt został po wojnie zwrócony i złomowany w grudniu 1946 roku . „Engageante” w listopadzie 1942 roku został przejęty przez Wolnych Francuzów, po czym, wycofany ze służby w 1944 roku, został złomowany 3 grudnia 1945 roku .

### Forțele Navale Române

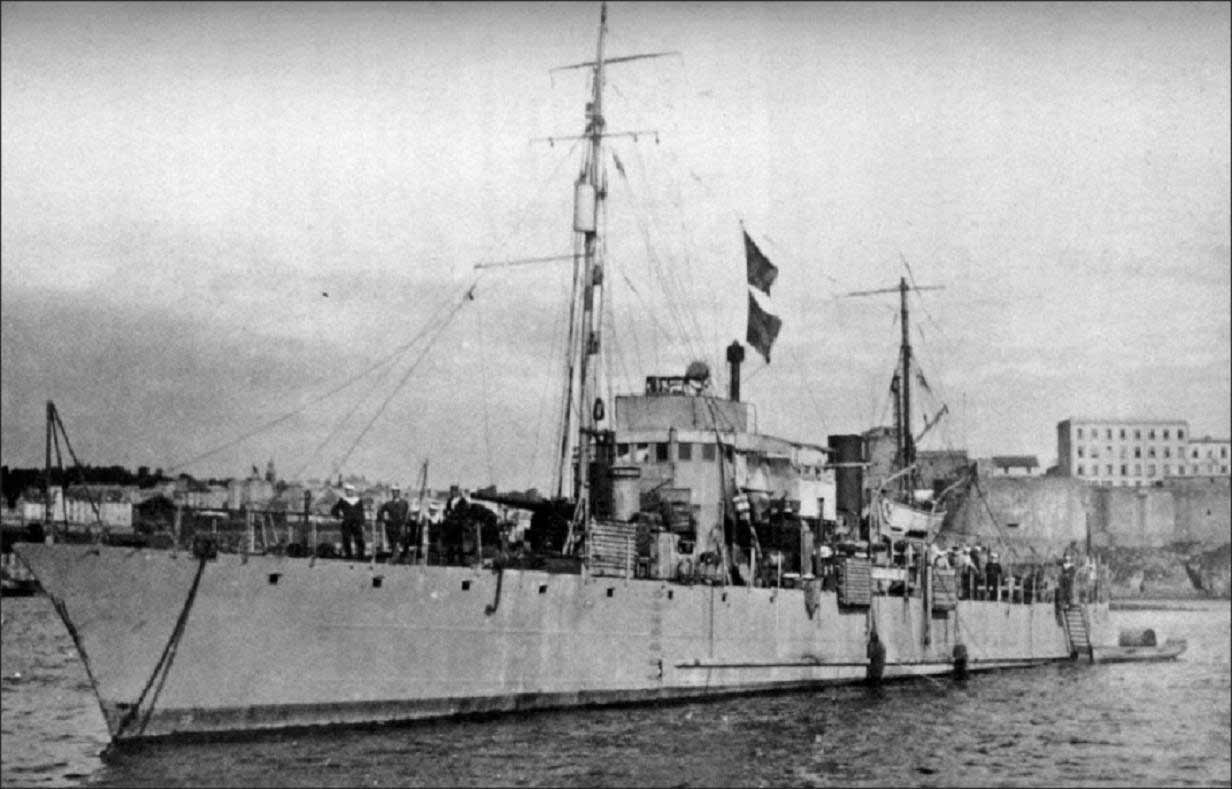
„Sublocotenent Ghiculescu Ion” przed 1944 r.

15 stycznia cztery zakupione kanonierki weszły w skład Forțele Navale Române pod nazwami „Locotenent-Comandor Stihi Eugen” (ex-„Friponne”), „Căpitan Dumitrescu C.” (ex-„Impatiente”), „Locotenent Lepri Remus” (ex-„Chiffonne”) i „Sublocotenent Ghiculescu” (ex-„Mignonne”). Okręty otrzymały nazwy na cześć oficerów rumuńskiej marynarki, poległych podczas I wojny światowej. Na przełomie 1939 i 1940 roku dokonano modernizacji uzbrojenia wszystkich jednostek: zdemontowano oba działa kal. 100 mm, instalując w zamian dwa pojedyncze działka plot. SK C/30 kal. 37 mm L/80 („Locotenent Lepri Remus” przystosowano też do przenoszenia min) . Ten ostatni zatonął 11 stycznia 1941 roku u ujścia Dunaju po wejściu na rumuńską zagrodę minową, postawioną poprzedniego dnia przez stawiacz min „Aurora” .
W 1942 lub 1943 roku obrona przeciwlotnicza pozostałych trzech okrętów została wzmocniona przez montaż pojedynczego działka C/38 kal. 20 mm L/65, a na początku 1944 roku jedno z działek kal. 37 mm zostało zastąpione działem SK C/30 kal. 88 mm L/42 . 5 września 1944 roku kanonierki zostały zdobyte przez żołnierzy radzieckich w Konstancy i następnie wcielone do służby w Marynarce Wojennej ZSRR jako „Araks” („Căpitan Dumitrescu Constantin”), „Achtuba” („Locotenent-Comandor Stihi Eugen”) i „Angara” („Sublocotenent Ghiculescu”) . 10 stycznia 1945 roku nieopodal Odessy „Araks” wszedł na minę i zatonął, a później został podniesiony i następnie złomowany .
„Achtuba” i „Angara” zostały zwrócone 14 października 1945 roku i weszły ponownie w skład Marynarki Wojennej Rumunii pod nazwami „Eugen Stihi” i „Ion Ghiculescu”  . W 1960 roku „Eugen Stihi” został przebudowany na okręt hydrograficzny i otrzymał oznaczenie NH 112, a „Ion Ghiculescu” stał się okrętem dowodzenia i otrzymał oznaczenie NDD 113 . Uzbrojenie okrętów w tym okresie stanowiło pojedyncze działko plot. kal. 37 mm i dwa podwójne stanowiska wkm kal. 14,5 mm. Obie jednostki zostały wycofane ze służby w 2002 roku.